# Maribel Jambora
Maribel Egamen Jambora (ur. 27 lipca 1983) – filipińska zapaśniczka walcząca w stylu wolnym. Zajęła 22. miejsce na mistrzostwach świata w 2008. Srebrna medalistka igrzysk Azji Południowo-Wschodniej w 2003 i brązowa w 2007 i 2009. Dwunasta na igrzyskach azjatyckich w 2010 roku.